# Kayo Noro
Kayo Noro (野呂 佳代 Noro Kayo?,  Itabashi, Tokio, 28 de octubre de 1983) es una cantante y actriz japonesa, representada por Ohta Production. Noro también es una ex-idol miembro de los grupos AKB48 y SDN48; en SDN48 fue capitana de la primera generación. Anteriormente era conocida bajo el nombre de Kayo Asakura (朝倉 佳代 Asakura Kayo?). Desde 2015, Noro también trabaja como modelo de talla grande para la revista La farfa.

## Biografía

### Primeros años
Noro nació el 28 de octubre de 1983 en el barrio de Itabashi, Tokio. En 2000, se unió a la agencia Moon Child y debutó en el mundo del entretenimiento. Entre octubre y diciembre de 2004, Noro apareció en la serie de drama Kotobuki Wars. El 26 de febrero de 2006, aprobó la segunda audición del grupo idol AKB48. Inicialmente, Noro había audicinado para unirse a Morning Musume, pero no aprobó.

### Carrera

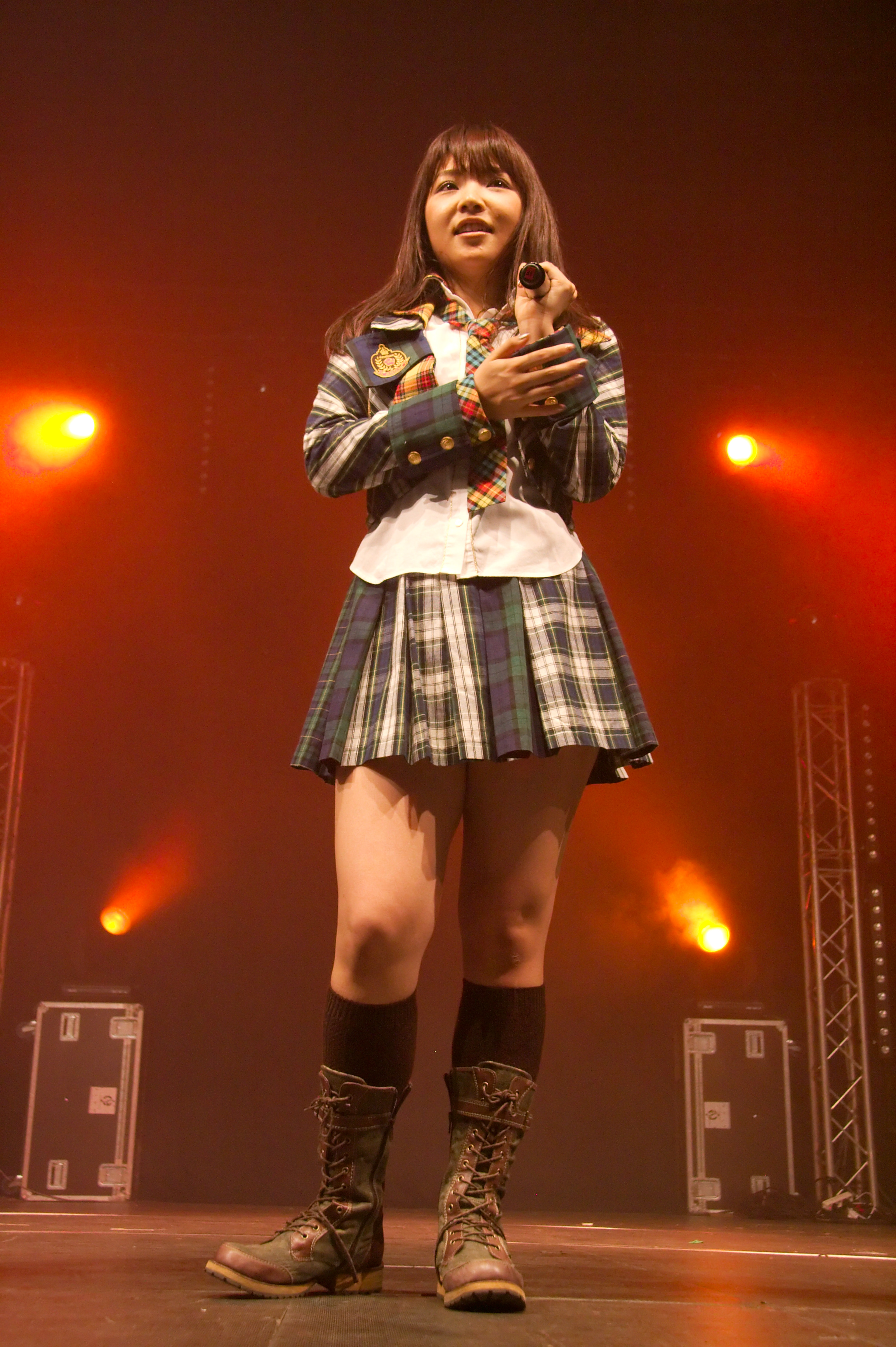
Noro durante la Japan Expo de 2009.

Noro debutó como miembro del Equipo K de AKB48 el 1 de abril de 2006, junto a Yūko Ōshima, Ayaka Umeda y Sayaka Akimoto. El 25 de octubre del mismo año, fue una de las seleccionadas para participar en el primer sencillo del grupo, Aitakatta. Entre 2007 y 2008, Noro formó parte de un dúo cómico llamado "Nachinon" con Natsuki Satō. Ambas participaron en múltiples competiciones de comedia, pero nunca lograron ganar. Desde el 1 de agosto de 2009, junto con Yukari Satō, Megumi Ohori, Haruka Kohara y Kazumi Urano, se anunció que Noro también estaría activa como miembro del grupo SDN48, una subunidad de AKB48. Noro y Ohori eran las miembros más mayores del grupo.
El 21 de febrero de 2010, Noro se graduó de AKB48 durante el Team K 5th Stage "Sakaagari" y fue transferida a SDN48 a tiempo completo, asumiendo el rol de capitana. El 25 de marzo, se anunció que dejaría de ser representada por AKS y ahora estaba afiliada a Ohta Production. Noro también participó en el sencillo debut del grupo, Gagaga.
El 15 de octubre de 2011, Noro anunció que se graduaría de SDN48. Su ceremonia de graduación tuvo lugar el 31 de marzo de 2012 en el NHK Hall. Desde entonces ha trabajado principalmente como actriz y tarento.

## Filmografía

### Dramas
| Año  | Título                                     | Papel                   | Cadena         | Notas          |
| ---- | ------------------------------------------ | ----------------------- | -------------- | -------------- |
| 2004 | Kotobuki Wars                              | Eri                     | CBC            |                |
| 2008 | Shiori to Shimi-ko no Kaiki Jiken-bo       | Girl in poster          | NTV            | Episodio 9     |
| 2010 | Majisuka Gakuen                            | Majisuka Gakuen student | TV Tokyo       | Episodio final |
| 2012 | Hokkaido Kei Jiken File Keibuho Seiko Gojo |                         | TV Tokyo       |                |
| 2013 | Yasuo Uchida Suspense                      | Tamae Yokoyama          | TV Tokyo       |                |
| 2014 | Koisuru Eve                                | Batchi                  | NTV            |                |
| 2014 | Watashi no Kiraina Tantei                  | Maika Kensaki           | TV Asahi       | Episodio 3     |
| 2014 | Jishaku Otoko                              |                         | NTV            |                |
| 2014 | Gyakuten Hōdō no Onna                      |                         | ABC            |                |
| 2015 | Lunch no Akko-chan                         | Chihiro Harada          | NHK BS Premium |                |

### Otros
| Año  | Título                        | Cadena        | Notas            |
| ---- | ----------------------------- | ------------- | ---------------- |
| 2000 | Chikara no Kagiri Go Go Go !! | Fuji TV       |                  |
| 2007 | Crayon Shin-chan              | TV Asahi      |                  |
| 2008 | Sasuke Mania                  | TBS           |                  |
| 2008 | AKB48 Nemōsu TV               | Family Gekijo |                  |
| 2008 | AKBingo!                      | NTV           |                  |
| 2009 | Suiensaa                      | NHK E         |                  |
| 2010 | Nekketsu Bo-So TV             | CTV           | Invitada regular |
| 2010 | Suppon no Onna-tachi          | TV Asahi      | Secretaria       |
| 2010 | Wakeari Bungee                | UHF           | Bungee Angel     |
| 2011 | Dacho Libre                   | TV Asahi      |                  |
| 2012 | Shimura Ken no Baka Tonosama  | Fuji TV       |                  |
| 2013 | London Hearts                 | TV Asahi      | Regular          |
| 2013 | Where is Nogizaka?            | TVA           |                  |
| 2013 | Gyokuseki tsu!                | KTV           |                  |
| 2013 | Hiru Bura                     | NHK G         | Invitada         |

### Películas
| Año  | Título                                                        | Papel           | Notas |
| ---- | ------------------------------------------------------------- | --------------- | ----- |
| 2007 | Crayon Shin-chan: The Storm Called: The Singing Buttocks Bomb | Miembro de UNTI |       |
| 2007 | Densen Uta                                                    | Miki Oribe      |       |
| 2010 | Yoshimoto Director's 100: Pakyura!                            | OL              |       |
| 2011 | Chikyū Bōei Girls P9                                          | Kazumi Mizusawa |       |
| 2014 | Jane Ueshima Beyond                                           | Ella misma      |       |

### Teatro
| Año  | Título                                            | Papel        | Notas     |
| ---- | ------------------------------------------------- | ------------ | --------- |
| 2009 | Maria: Sono Ai no Hate ni                         | Hiromi       | Principal |
| 2010 | Arienai! Saien                                    | Hashimoto    |           |
| 2012 | Akai Tenshi                                       | Mika         | Principal |
| 2012 | The Night of Christouse: Christmouse no Yoru 2012 | Sae Watanabe | Principal |
| 2013 | Asakusa Acharaka Saien                            |              | Principal |

### Series de radio
| Año  | Título                                                         | Cadena     | Notas              |
| ---- | -------------------------------------------------------------- | ---------- | ------------------ |
| 2006 | Countdown Japan                                                | Tokyo FM   |                    |
| 2007 | AKB48 Ashita Made mō Chotto                                    | NCB        |                    |
| 2007 | AKB48 no Zenryoku de Kikanakya Damejan !!                      | Star Digio |                    |
| 2007 | AKB48 Konya wa Kaeranai...na Chino n no Zenryoku de!           | CBC Radio  |                    |
| 2008 | DoCoMo Yasushi Akimoto no Mature Style                         | Tokyo FM   |                    |
| 2010 | On8                                                            | Bay FM     | Monday personality |
| 2010 | AKB48 no All Night Nippon                                      | NBS        |                    |
| 2010 | Weekly Playboy Presents Mariko Shinoda to Yukaina Nakama-tachi | KBC Radio  |                    |
|      | Toyota Katsumata Group Presents Groovin' on the Road           | Bay FM     |                    |

### Series de internet
| Año                                                                                   | Título                       | Cadena           | Notas      |
| ------------------------------------------------------------------------------------- | ---------------------------- | ---------------- | ---------- |
| 2009                                                                                  | Internet TV Kanda Matsuri.ch | Kanda Matsuri.ch |            |
|                                                                                       | Hime Mariko wa App ga o Suki | Ustream, YouTube |            |
| Hamakan & Kayo Noro no tō Tan no Kayo !! : Miniroto & Numbers Tōsen Bangō Jikkyō Hōsō | Niconico                     |                  |            |
| 2014                                                                                  | Akiba de ai ma Showroom      | Pigoo Live       | Tuesday MC |

### Eventos
| Año  | Título                                                                                        | Notas |
| ---- | --------------------------------------------------------------------------------------------- | ----- |
| 2009 | CBC Green Live                                                                                |       |
| 2012 | Noro! Harubasho!                                                                              |       |
| 2013 | Nonti Live 2013 with Itsumo no Aitsu: Karaoke de Utawa Sete Itadakimasu                       |       |
| 2013 | Nonti Land Natsuyasumi Rinkan Gakkō: Noro-san o Yatsu Kinshidesu                              |       |
| 2013 | Hiroto Tachibana no Talk & Live                                                               |       |
| 2013 | Kayo Noro Seitan-sai: Iwai 0-sai Otona no Kaidan Nobottemasu                                  |       |
| 2014 | Nonti Live 2014: Revenge Shitai 30-sai no Harudakara Kondo wa Bando de Live Yara Sete Kudasai |       |